# Sabana Grande (métro de Caracas)
Pour les articles homonymes, voir Sabana Grande.
Sabana Grande est une station de la ligne 1 du métro de Caracas, inaugurée le 27 mars 1983 lors du premier prolongement de la ligne à l'est et l'ouverture du tronçon La Hoyada - Chacaíto.